# حسین مرسل‌اف
حسین مرسل‌اف (ترکی آذربایجانی: Hüseyn Mürsəlov؛ زادهٔ ۱۲ ژوئیهٔ ۲۰۰۲) بازیکن فوتبال است.
وی همچنین در تیم ملی فوتبال زیر ۲۱ سال جمهوری آذربایجان بازی کرده‌است.